# Liste des évêques et archevêques de Korhogo
La Liste des évêques et archevêques de Korhogo recense les noms des évêques qui se sont succédé sur le siège épiscopal de Korhogo] en Côte d'Ivoire depuis la création du diocèse de Korhogo le 15 octobre 1971 par détachement du diocèse de Katiola puis les noms des archevêques depuis l'élévation du diocèse en archidiocèse métropolitain de Korhogo (Archidioecesis Korhogoensis) le 19 décembre 1994.  

## Est évêque
- 15 octobre 1971 - 19 décembre 1994 : Mgr Auguste Nobou, promu archevêque

## Sont archevêques
- 19 décembre 1994 - 25 septembre 2003 : Mgr Auguste Nobou
  - 25 septembre 2003 - 12 mai 2004 : Mgr Marie-Daniel Dadiet, administrateur apostolique
- 12 mai 2004 - 12 octobre 2017 : Mgr Marie-Daniel Dadiet
  - 12 octobre 2017 - 3 janvier 2021 : Mgr Ignace Bessi Dogbo, administrateur apostolique[2]
- 3 janvier 2021 - 20 mai 2024 : Mgr Ignace Bessi Dogbo[2], nommé archevêque d'Abidjan
- Depuis le 7 mars 2025 : Mgr Armand Koné

## Évêque auxiliaire
- 22 mai 1998 - 10 octobre 2002 : Mgr Marie-Daniel Dadiet, nommé évêque de Katiola